# Nişantaşı, Bayburt
Nişantaşı là một xã thuộc thành phố Bayburt, tỉnh Bayburt, Thổ Nhĩ Kỳ. Dân số thời điểm năm 2010 là 307 người.